# Utrechtse sneltram
De Utrechtse Sneltram, ook bekend onder Regiotram Utrecht, is een trambedrijf in de gemeente Utrecht, Nieuwegein en IJsselstein. Het eerste gedeelte, de Sneltram Utrecht - Nieuwegein / IJsselstein (afgekort SUNIJ, ook wel SUN) werd in de jaren 80 aangelegd om de groeikernen/slaapsteden te ontsluiten. In 2019 is in het verlengde hiervan de Uithoflijn geopend, een tramlijn naar het Utrecht Sciencepark om een drukke busverbinding hiernaartoe te vervangen. In 2020 en 2021 is de tramlijn naar Nieuwegein en IJsselstein vernieuwd en verbouwd van gebruik door hogevloertrams naar lagevloertrams, waarna er vanaf 2022 een doorgaande dienst van Nieuwegein / IJsselstein via Station Utrecht Centraal naar de Uithof is gekomen. 

## Geschiedenis

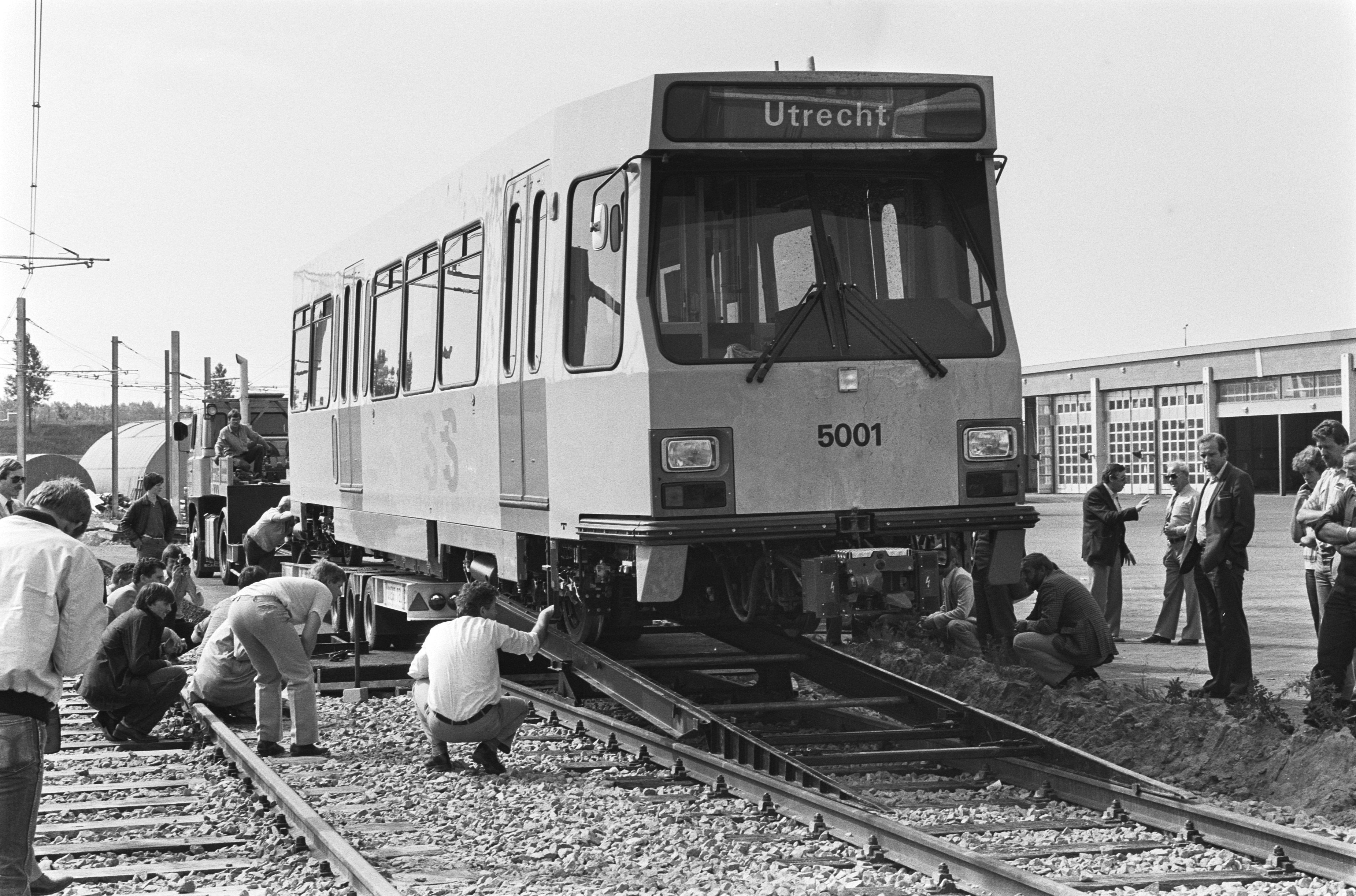
Het eerste tramstel voor de Utrechtse sneltram wordt afgeleverd; 17 juni 1982.

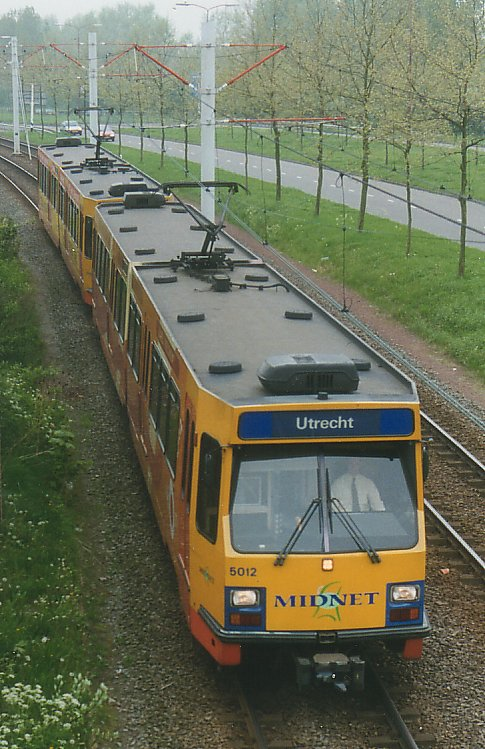
Zwitserse sneltram in 1998 in vrijwel originele staat, geëxploiteerd door Midnet.

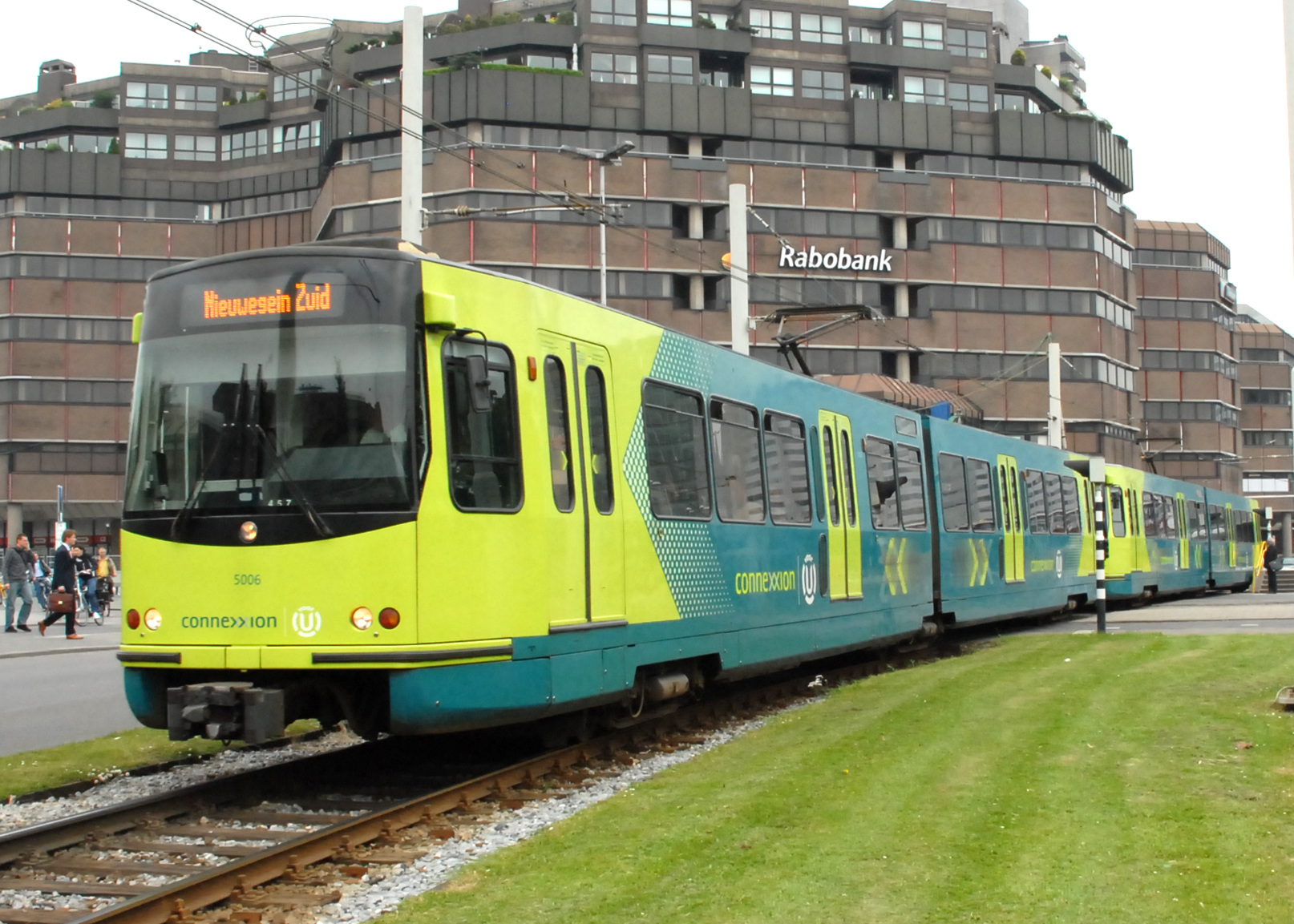
Tramstel 5006 in groene Connexxion-uitvoering.

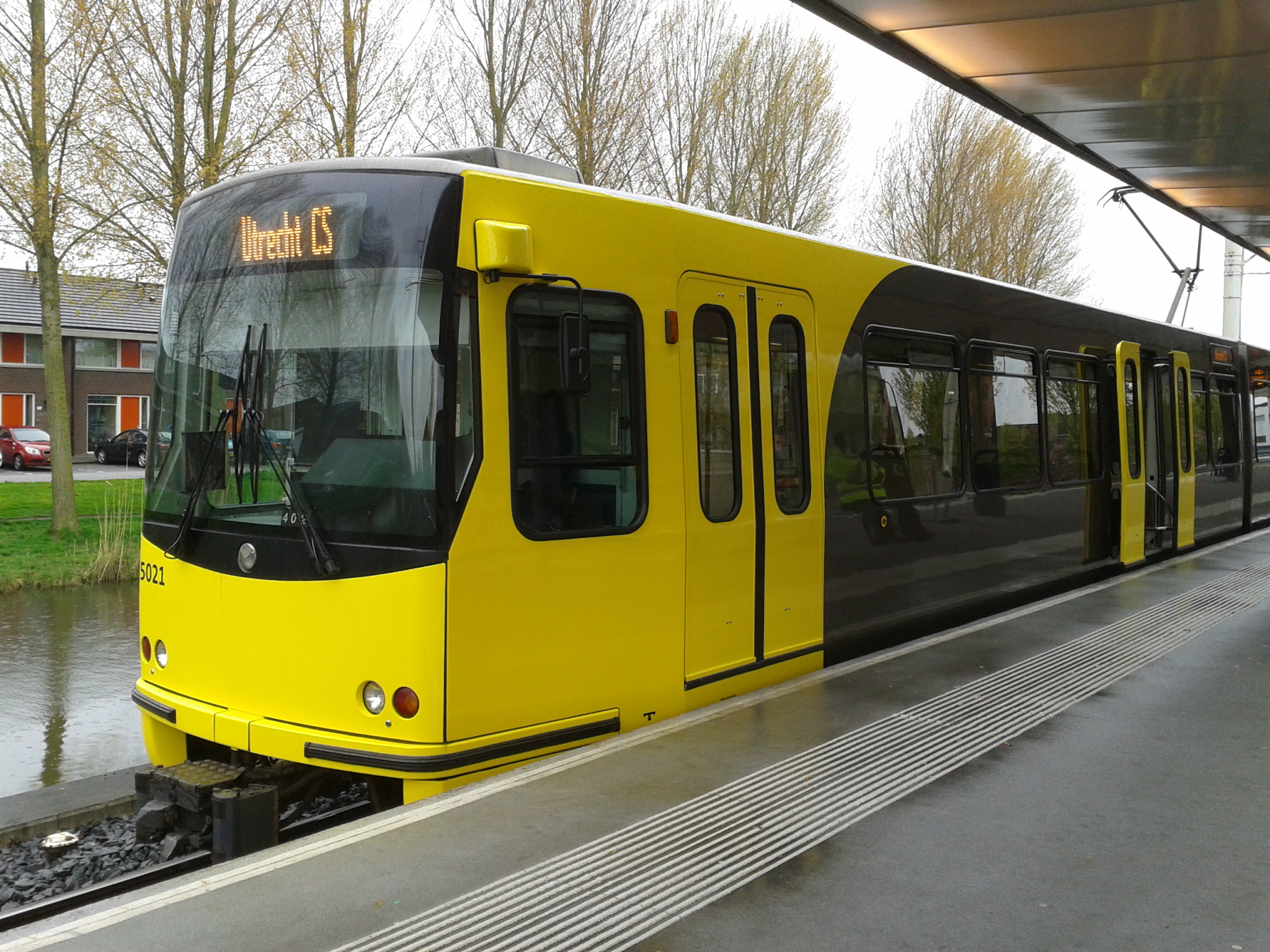
Tram 5021 in de gele uitvoering van de BRU in 2012 te IJsselstein.

### Sneltram Utrecht - Nieuwegein / IJsselstein (SUNIJ)
Voor een verbinding tussen de stad Utrecht en de nieuwe woonkern Nieuwegein, een stedelijke uitbreiding van de bestaande dorpskernen van Vreeswijk en Jutphaas, heeft men zowel een trein (zoals in Zoetermeer), een trolleybus als een sneltram overwogen. Bij de treinvariant zou de spoorlijn na Lunetten en het viaduct van Rijksweg 12 afbuigen van de spoorlijn Utrecht – 's-Hertogenbosch. Anticiperend op een treinverbinding werd op de koersrol van de eerste sprinters de bestemming "Nieuwegein" opgenomen.
De keuze viel uiteindelijk op een sneltramverbinding. Op 17 december 1983 reden de sneltrams voor het eerst. Lijn 100 reed van het Moreelsepark naar Nieuwegein-Zuid en lijn 101 van het Moreelsepark naar Nieuwegein Doorslag waarbij de lijnnummers niet op de trams werden aangegeven, maar wel in de dienstregeling. Op 14 december 1985 werd lijn 101 verlengd naar IJsselstein. De eindhalte was Achterveld. De tramlijn is aangelegd door de NS en maakt gebruik van "fluistertrams". De exploitatie werd vanaf het begin echter uitbesteed aan busmaatschappij Westnederland, die gemakkelijk buschauffeurs kon opleiden tot de combifunctie trambestuurder/buschauffeur. 
Vanaf 1994 verzorgde Midnet de tramdienst, omdat de Nieuwegeinse vestiging van Westnederland niet zoals de rest overging naar de ZWN-Groep, maar naar Midnet. De oorspronkelijke lijnnummers zijn in 1994 gewijzigd in 60 en 61. De lijnnummers waren aanvankelijk niet aan de buitenzijde van de trams te zien; alleen de eindbestemming werd vermeld.
Vanaf 1999 exploiteerde Connexxion, als rechtsopvolger van Midnet, de sneltram. Vanaf 2 juli 2000 rijdt lijn 61 na IJsselstein Achterveld door naar IJsselstein Binnenstad en IJsselstein-Zuid in de nieuwbouwwijk Zenderpark. Vanaf 2009 werd het Utrechtse stationsgebied vernieuwd. Om hiervoor ruimte te scheppen is de sneltramlijn in stappen ingekort tot het Jaarbeursplein, dat vanaf 22 april 2013 het eindpunt werd. Het aantal reizigers van de sneltram nam mede hierdoor af, vanwege langere loopafstanden naar de binnenstad en het overige openbaar vervoer. Het beheer van de infrastructuur, met uitzondering van de haltes, was tot eind 2010 in handen van ProRail. Daarna ging het over naar het Bestuur Regio Utrecht (BRU).
Op 8 december 2013 kreeg de sneltram zijn vierde exploitant: Qbuzz, dat voor het openbaarvervoernet rond Utrecht de merknaam U-OV gebruikt.
Per 9 juli 2022 werden de sinds 1994 bestaande lijnnummers 60 (naar Nieuwegein-Zuid) en 61 (naar IJsselstein) vervangen door de lijnnummers 20 (naar Nieuwegein-Zuid) en 21 (naar IJsselstein). Tevens werden de beide lijnen verlengd vanaf het Jaarbeursplein naar Utrecht Centraal Centrumzijde en verder via de route van de sinds 16 december 2019 bestaande lijn 22 naar de Uithof.

### Uithoflijn
Op 16 december 2019 werd de uitbreiding van de sneltramlijn in gebruik genomen vanaf Station Utrecht Centraal richting Stadion Galgenwaard en het Utrecht Science Park. Deze verbinding verving buslijn 12 die ondanks de inzet van extra grote (dubbelgelede) bussen en een hoge frequentie al jaren kampte met een ondercapaciteit. De nieuwe tramlijn kreeg het lijnnummer 22.
De Uithoflijn heeft een volledig vrije baan. Alleen in De Uithof deelt de lijn zijn tracé met andere lijnbussen. De lijn eindigt bij P+R Science Park. Daar is ook een opstelterrein voor 16 trams, waar ook klein onderhoud en schoonmaakwerkzaamheden kunnen plaatsvinden.
Aan de Centrumzijde van Station Utrecht Centraal zijn vier sporen met twee eilandperrons, die alleen geschikt zijn voor lagevloertrams. Er is daar een keermogelijkheid vanuit de richting Nieuwegein. Voor de Uithoflijn zijn er twee kopsporen. Sinds juli 2022 kunnen reizigers zowel naar de Uithof als naar Nieuwegein/IJsselstein vertrekken. Daarbij zijn de lijnnummers 60 en 61 vervangen door 20 en 21, deze zijn nu wel zichtbaar naast de bestemming.

## Infrastructuur
De spoorwijdte is 1435 millimeter (normaalspoor), de bovenleidingspanning is 750 volt gelijkstroom en het netwerk is geschikt voor tweerichtingtrams. De remise van de sneltram was tot december 2013 gecombineerd met de busgarage van het streekvervoer en bevindt zich in het noorden van Nieuwegein tussen de Jutphasespoorbrug en de halte Zuilenstein. Tussen 2017 en 2019 is de remise geheel vernieuwd in verband met de uitbreiding van het wagenpark en de komst van de nieuwe lagevloertrams van het type Urbos 100. De perrons hebben geen toegangspoortjes; de kaartlezers voor de OV-chipkaart staan op palen op de perrons. De wachttijd in geval van onjuist inchecken bedraagt 3 minuten. Alle haltes zijn voorzien van displays die de vertrektijden van de tram aangeven en kaartautomaten waarbij ook de OV-chipkaart opgeladen kan worden. 

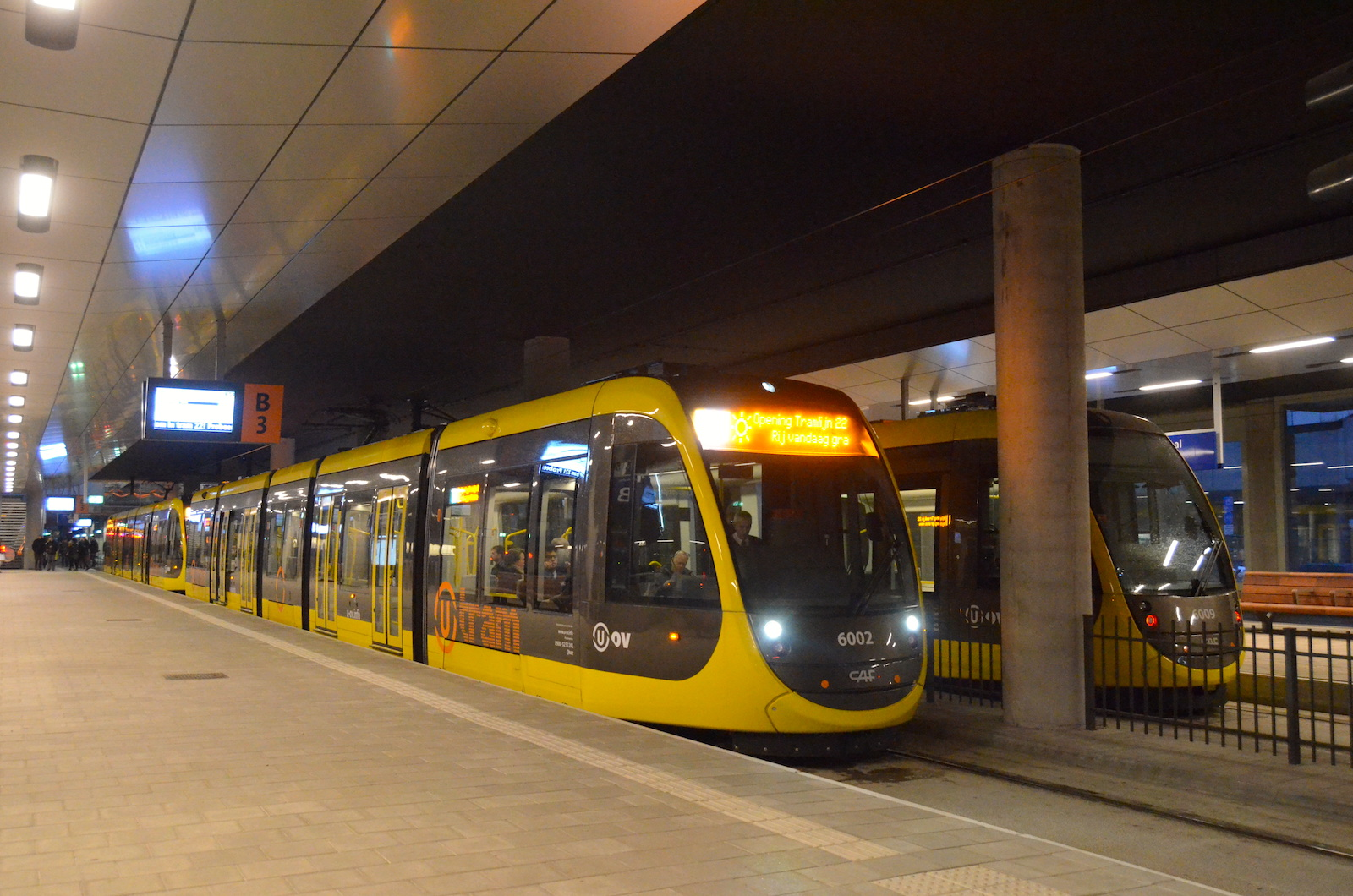
Tramstel 6002 van de Uithoflijn bij de halte Utrecht CS Centrumzijde, op de openingsdag; 14 december 2019.

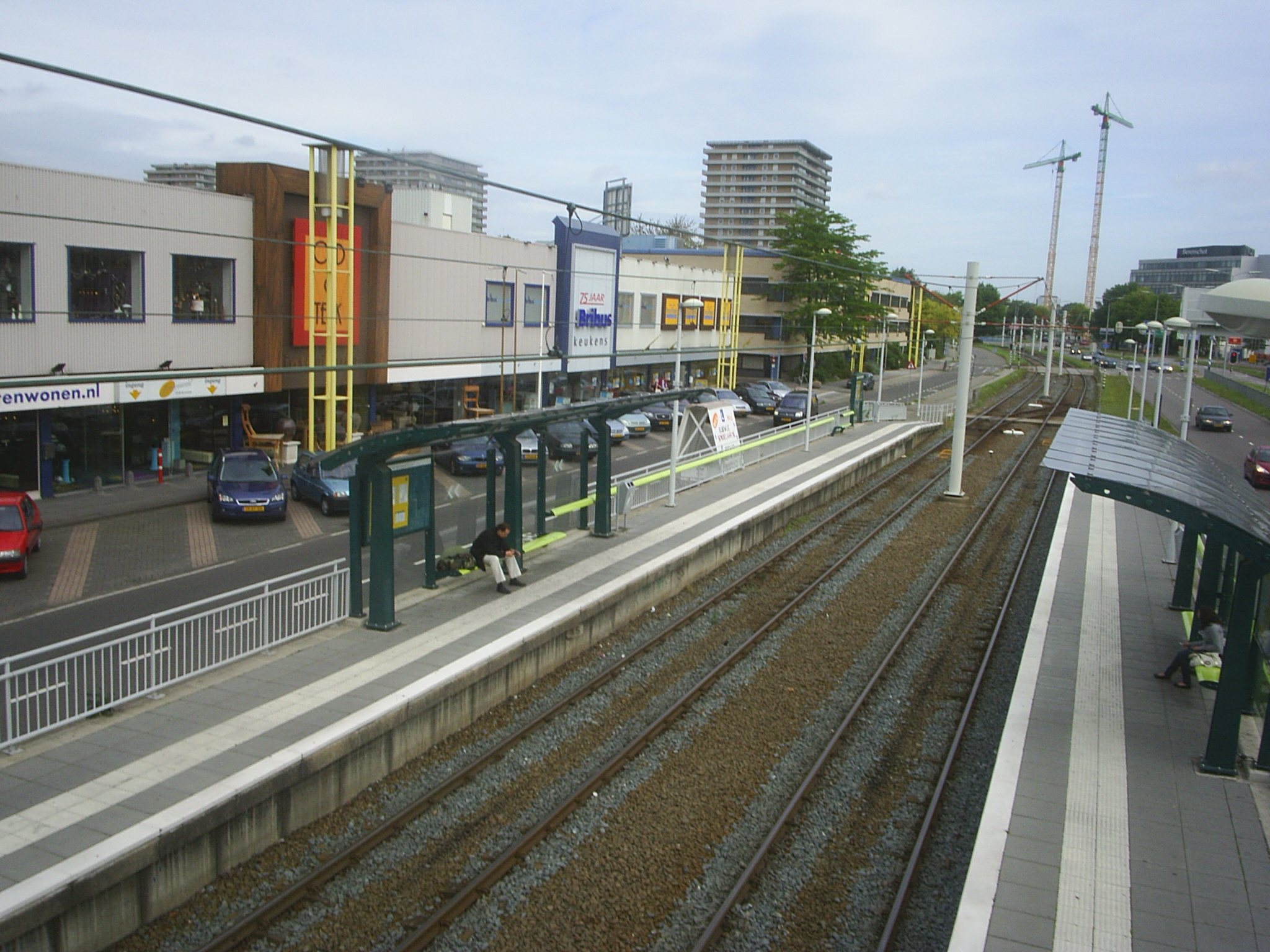
De halte Kanaleneiland Zuid.

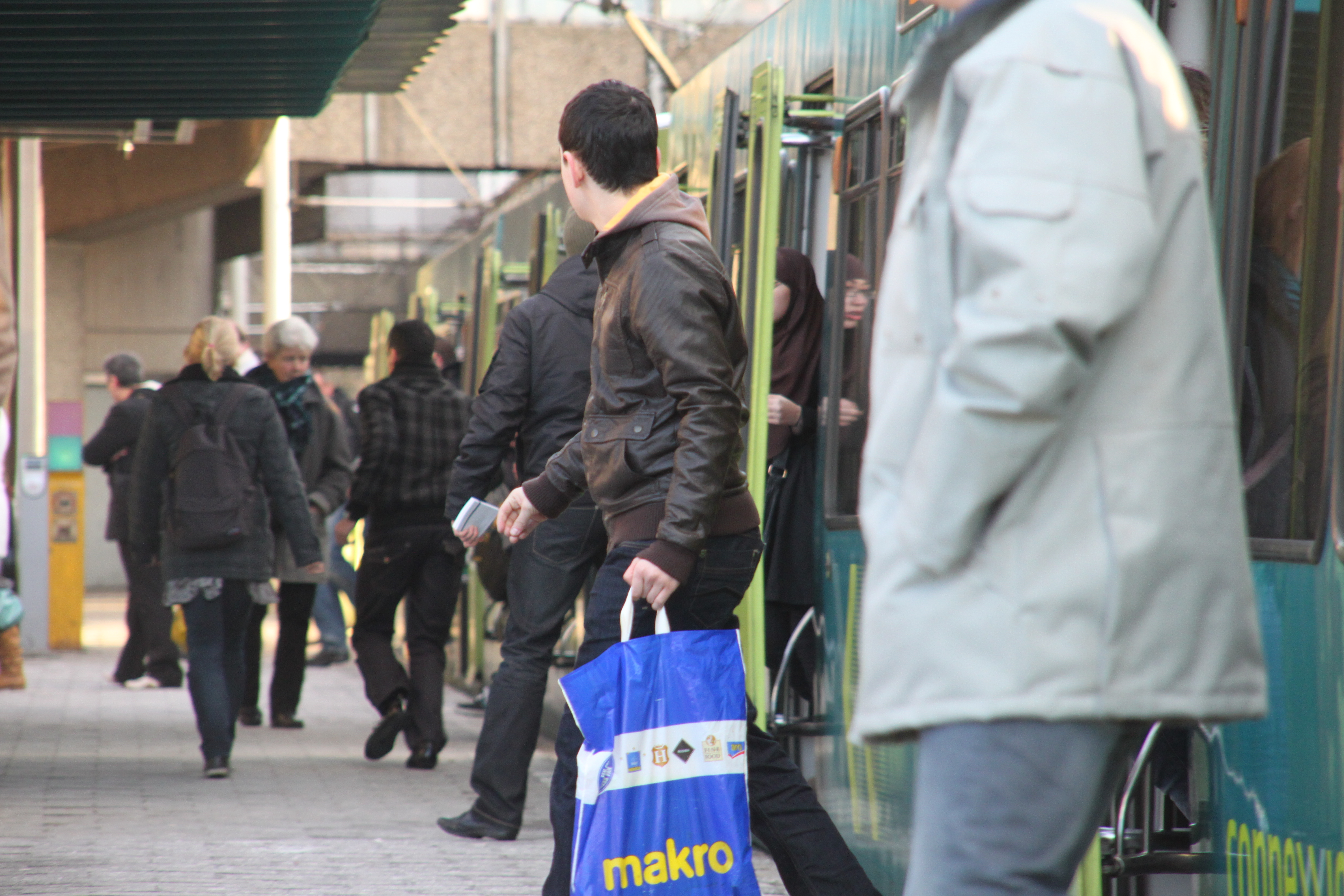
Reizigers van de sneltram.

### Renovaties
De oudste delen van het trambaan zijn in 1983/'85 in gebruik genomen en zijn gedurende 30 jaar intensief gebruikt. Vanaf februari 2005 kregen enkele haltes een grondige renovatie. Dit betrof de haltes Graadt van Roggenweg, Ziekenhuis Oudenrijn (deze naam werd gewijzigd in 24 Oktoberplein-Zuid), 5 Mei Plein (deze naam werd gewijzigd in Winkelcentrum Kanaleneiland), Vasco da Gamalaan, Kanaleneiland Zuid, Merwestein en Nieuwegein-Zuid. Enkele jaren daarvoor waren de meeste haltes in Nieuwegein en IJsselstein al vernieuwd. Sindsdien zijn alle haltes (met uitzondering van Merwestein) gerenoveerd. De haltes Moreelsepark en Westplein zijn niet gerenoveerd, aangezien deze zijn vervallen met de bouw van de nieuwe OV-terminal en per 22 april 2013 plaats maakten voor één nieuwe halte: Utrecht CS Jaarbeursplein.
Vanaf de zomer van 2012 is trambaan jaarlijks stapsgewijs in de zomermaanden vernieuwd tijdens verschillende projecten onder noemer 'Grootschalige Vervanging Infrastructuur (GVI)'. Op (delen van) het tramtraject vond vervangend busvervoer plaats.
Tijdens de vernieuwing van het tramtraject bij de halte Nieuwegein City (voorheen Stadscentrum) ontstond een probleem waarbij een deel van de rails opnieuw aangelegd moest worden. Hierdoor liepen de werkzaamheden sterk uit, waardoor de trams niet vanaf augustus, maar pas in december weer konden rijden. Eind 2016 was de volledige infrastructuur tussen Utrecht en Nieuwegein City vernieuwd. De beide takken richting Nieuwegein-Zuid en IJsselstein-Zuid waren nog niet aan de beurt gekomen. Doordat op elke tak slechts de helft van het aantal trams rijdt, waren de rails op deze baanvakken minder versleten.
In 2020 en 2021 zijn de sporen van deze takken vernieuwd. De provincie had hiervoor 141 miljoen euro gereserveerd, maar in de zomer van 2018 bleek dat er nog 16 miljoen euro extra nodig is. Het plan om de halte Merwestein niet te verbouwen, en te laten vervallen, omdat het aantal reizigers (circa 100 per dag) relatief laag is, is vervallen nadat een meerderheid van de Statenfracties tegenstemde. Tevens werden in de zomer van 2020 alle 23 haltes aangepast aan de nieuwe lagevloertrams, die in 2021 in dienst zijn gekomen op deze lijnen. De haltes zijn enerzijds verlengd tot een lengte van 75 meter en verlaagd naar een hoogte van 30 cm. De tram naar Nieuwegein-Zuid zou op 21 september 2020 weer gaan rijden, en die naar IJsselstein-Zuid op 26 oktober 2020. Door vertragingen bij de vergunningverlening werd de heropening met een aantal maanden uitgesteld. De takken naar Nieuwegein-Zuid en IJsselstein-Zuid werden op respectievelijk 3 januari 2021 en 14 maart 2021 weer in gebruik genomen.

## Exploitatie
| Lijn | Route                                      | Frequentie | Aantal haltes | Opening | Opmerkingen                                                                                             |
| ---- | ------------------------------------------ | ---------- | ------------- | ------- | --- |
| 20   | P+R Science Park - Nieuwegein-Zuid         | 4x/uur     | 24            | 1983    | Rijdt op werkdagen na 21:30 en in het weekend enkel tussen Utrecht CS Centrumzijde en Nieuwegein-Zuid.  |
| 21   | P+R Science Park - IJsselstein-Zuid        | 4x/uur     | 28            | 1985    | Rijdt op werkdagen na 21:30 en in het weekend enkel tussen Utrecht CS Centrumzijde en IJsselstein-Zuid. |
| 22   | P+R Science Park - Utrecht CS Centrumzijde | 4x/uur     | 9             | 2019    | Rijdt op werkdagen na 21:30 en in het weekend niet. Rijdt tevens niet in de zomervakantie.              |

Op werkdagen buiten de vakanties rijden de lijnen ieder 4 keer per uur. Hierdoor wordt op het traject Nieuwegein City - Utrecht CS Centrumzijde 8 keer per uur gereden, en op het traject Utrecht CS Centrumzijde - P+R Science Park wordt 12 keer per uur gereden.

#### Voormalige dienstregelingen
De afgelopen jaren zijn er verschillende afwijkingen ten opzichte van de basisdienstregeling geweest:
- Van enig moment tot december 2013 werd in de ochtendspits een extra rit gereden vanuit zowel IJsselstein als Nieuwegein. Deze extra ritten werden hierna voor een korte tijd vervangen door een snelbusverbinding vanuit IJsselstein, gereden door het GVU.
- Van 2009 tot 2014 reden tweedehands trams uit Wenen in de spitsen extra sneldienstritten tussen Utrecht en Nieuwegein-Zuid.
- Eind jaren 1990 reed elke tramlijn op zaterdagen elke 20 minuten. Op het gemeenschappelijke traject werd zo een 10-minutendienst gereden.
- Als gevolg van de coronacrisis werd vanaf half maart 2020 de zondagsdienstregeling gereden, aanvankelijk met enkele stellen, later ook met gekoppelde stellen. Per 30 mei 2020 werd de tramdienst ingekort tot de halte Westraven, dit in verband met de verbouwing van de tramhaltes in Nieuwegein en IJsselstein. Op 4 juli 2020 is ook het Utrechtse deel van de lijn buiten dienst gegaan om de hoge halteperrons te kunnen verbouwen tot lage haltes voor lagevloertrams. Als gevolg daarvan konden de Zwitserse trams uit 1983 vanaf 4 juli 2020 niet meer worden ingezet en zijn deze na 37 jaar buiten dienst gesteld.[13] Vanaf januari 2021 kwam de tak van Utrecht naar Nieuwegein-Zuid met nieuwe trams weer in gebruik, de tak naar IJsselstein volgde in maart 2021.[16]

In de schoolvakanties gold een aangepaste dienstregeling, waarbij in de spits een normale dagdienst wordt gereden en ook overdag met losse stellen wordt gereden. Op donderdagavond (koopavond in Utrecht) was er een extra rit naar IJsselstein.

### Gebruik
Onderstaande grafiek laat het aantal jaarlijkse passagiers van de Utrechtse Sneltram vanaf 2014 zien: 
Vanwege een beveiligingsprobleem met de MediaWiki Graph-software is het momenteel niet mogelijk deze grafiek weer te geven. Zodra de software is bijgewerkt zal de grafiek vanzelf weer zichtbaar worden.
In 1979, voor de aanleg van het oorspronkelijke traject Utrecht - Nieuwegein/IJsselstein, was de prognose dat jaarlijks 9,5 miljoen reizigers gebruik van de tram zouden maken. In 2009 werd het aantal jaarlijkse passagiers op 14,6 miljoen geschat, en in 2013 bedroeg de schatting 9,1 miljoen passagiers.
Het aantal reizigers van de tramlijn fluctueert per jaar en is afhankelijk van verschillende factoren. De afgelopen jaren nam het aantal reizigers op de Utrechtse sneltram af door aantal oorzaken:
- Vóór de invoering van de OV-chipkaart werden reizigersaantallen geschat, en deze geschatte aantallen bleken hoger dan de werkelijke aantallen reizigers.
- De sneltram werd vanaf 2009 ingekort in het Utrechtse stationsgebied, waardoor langere loopafstanden ontstonden naar de Utrechtse binnenstad.
- Semi-parallelle of directere buslijnen naar de Utrechtse binnenstad en andere bestemmingen hadden of kregen de voorkeur van reizigers.
- Door verscheidene grootschalige, langdurige én uitgelopen werkzaamheden nam de populariteit van de tram af.
- Versleten infrastructuur en materieel leidden dikwijls tot storingen en uitval van diensten.
- Als gevolg van de coronacrisis daalde het vervoer sterk vanaf maart 2020, net als bij het openbaar vervoer elders in Nederland.

## Materieel
De exploitatie werd sinds het begin uitgevoerd met speciaal voor de verbinding ontworpen enkelgelede tweerichtingtrams met een hoge vloer. Enkele jaren reden er extra trams afkomstig uit Wenen. In verband met de opening van de nieuwe Uithoflijn, de verbouwing van de bestaande sneltramlijn én ter vervanging van de oorspronkelijke trams worden vanaf 4 juli 2020 Spaanse lagevloertrams ingezet.
| Afbeelding | Type                      | Fabrikant    | Aantal gebouwd            | Nummering                               | Exploitatie  |
| ---------- | ------------------------- | ------------ | ------------------------- | --------------------------------------- | ------------ |
|            | Zwitserse trams           | SIG          | 27                        | 5001-5027                               | 1983 - 2020  |
|            | Weense trams              | Lohner/Rotax | 25                        | 4901-4948 en 1901-1946 (deels)          | 2009 - 2014  |
|            | Spaanse trams (Urbos 100) | CAF          | 27 (5-delig) 27 (7-delig) | 6001-6027 (5-delig) 6051-6077 (7-delig) | 2019 - heden |

## Toekomstplannen
In november 2020 presenteerden de gemeente en de provincie Utrecht met enkele omringende gemeenten een plan om twee nieuwe tramlijnen aan te leggen. Een lijn van het bedrijventerrein Kanaleneiland langs de A12 naar Zeist (Waterlinielijn) en een lijn van Station Utrecht Centraal via de nieuwe wijk Merwedekanaalzone naar Papendorp, Nieuwegein en IJsselstein (Merwedelijn). Aanleg van beide tramlijnen en een nieuw intercitystation Lunetten-Koningsweg (nabij het bestaande station Utrecht Lunetten) zou volgens de gemeente 2,5 miljard euro kosten. Het geld zou moeten komen uit het Nationaal Groeifonds van het Rijk. Het verzoek hiervoor is echter afgekeurd.
Een jaar later, in november 2021, presenteerden de gemeente en provincie Utrecht een plan om de Merwedelijn niet als tramlijn maar als metro aan te leggen. Op termijn zou deze lijn via de binnenstad naar het Utrecht Science Park worden doorgetrokken. Ook de Papendorplijn en Waterlinielijn maken deel uit van deze plannen.

## Afbeeldingen

### Trams

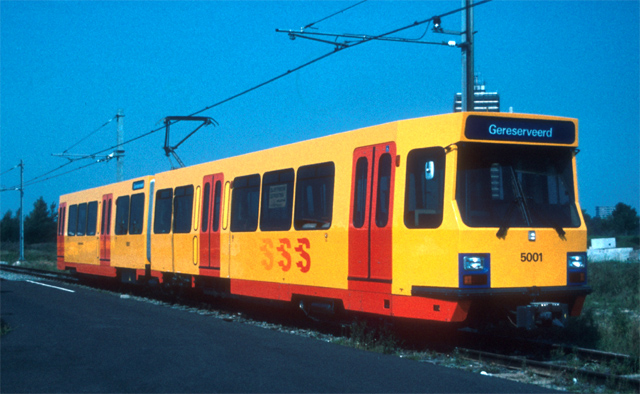
Sneltram 5001 in originele geel/oranje uitvoering bij de remise in Nieuwegein (1982).
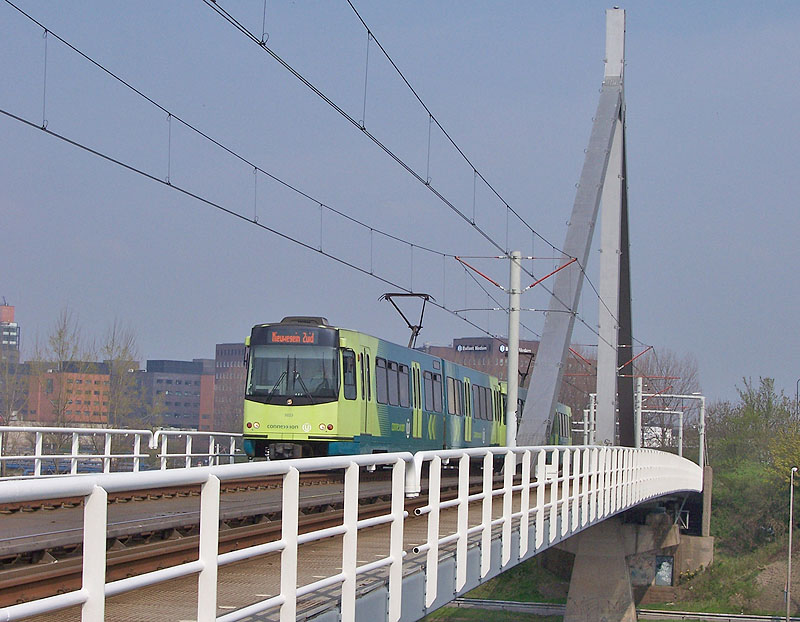
Sneltram op de Jutphasespoorbrug (Utrecht–Nieuwegein).
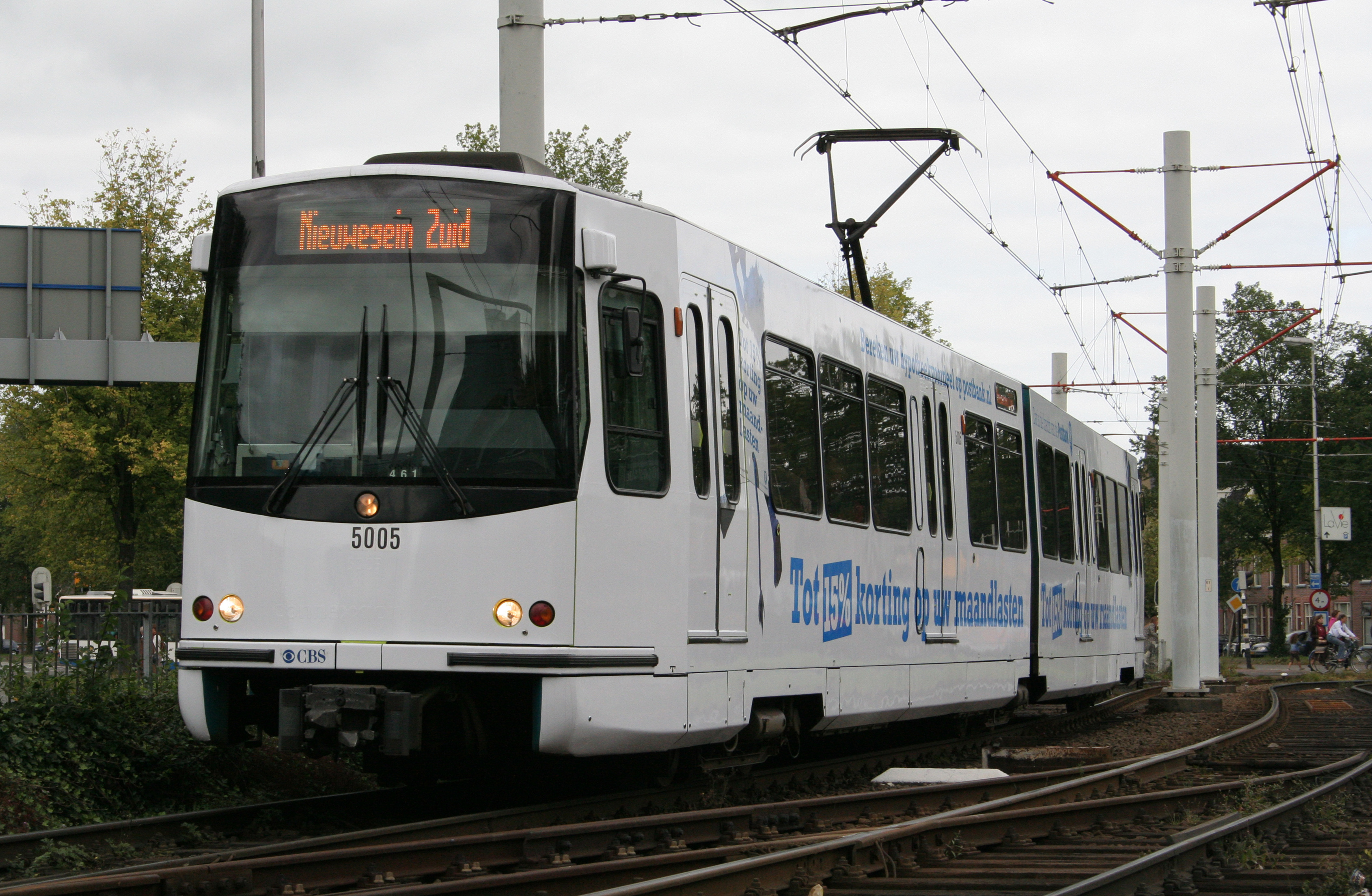
Sneltram in reclame‑uitvoering.
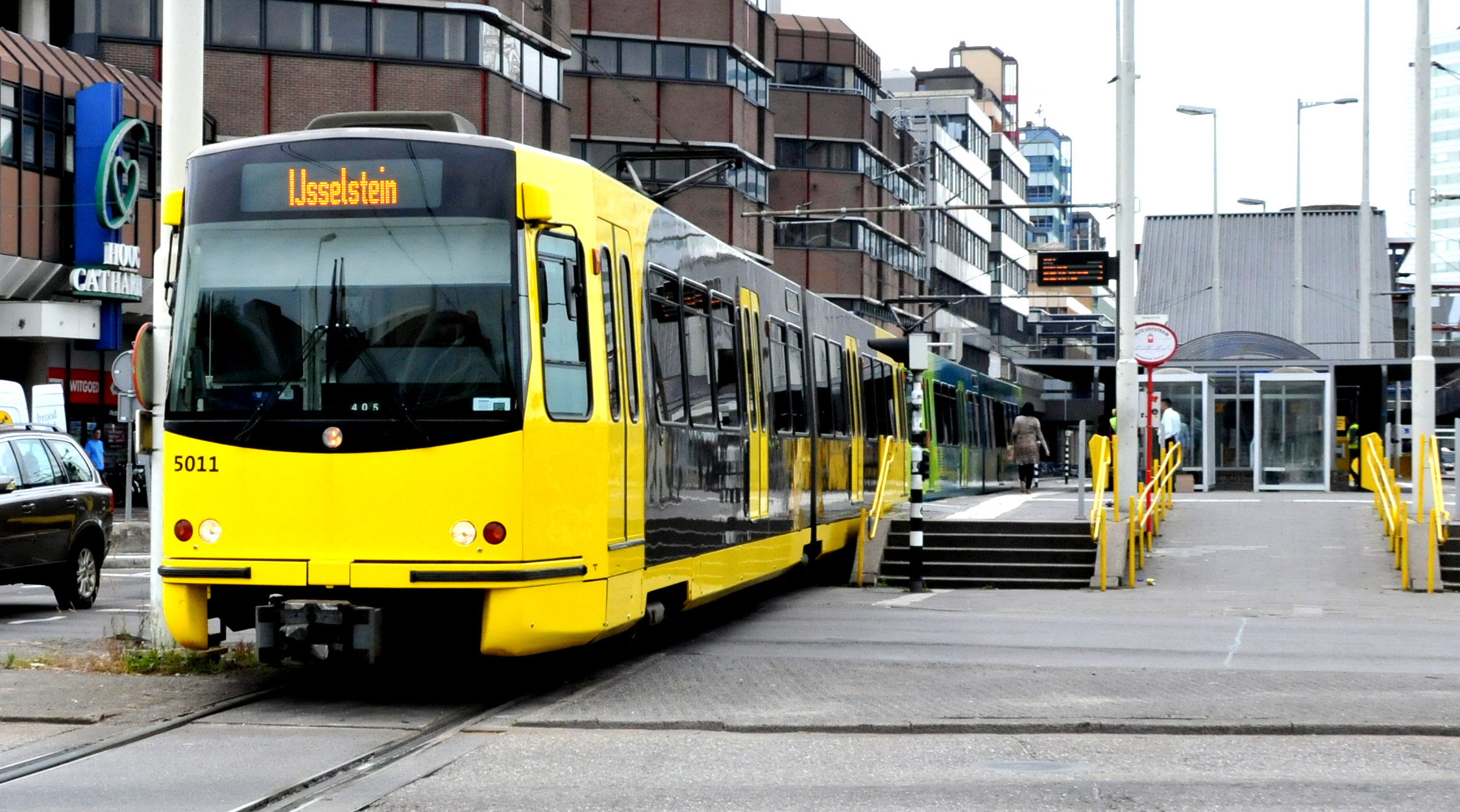
Vernieuwde sneltram met de BRU‑huisstijl.
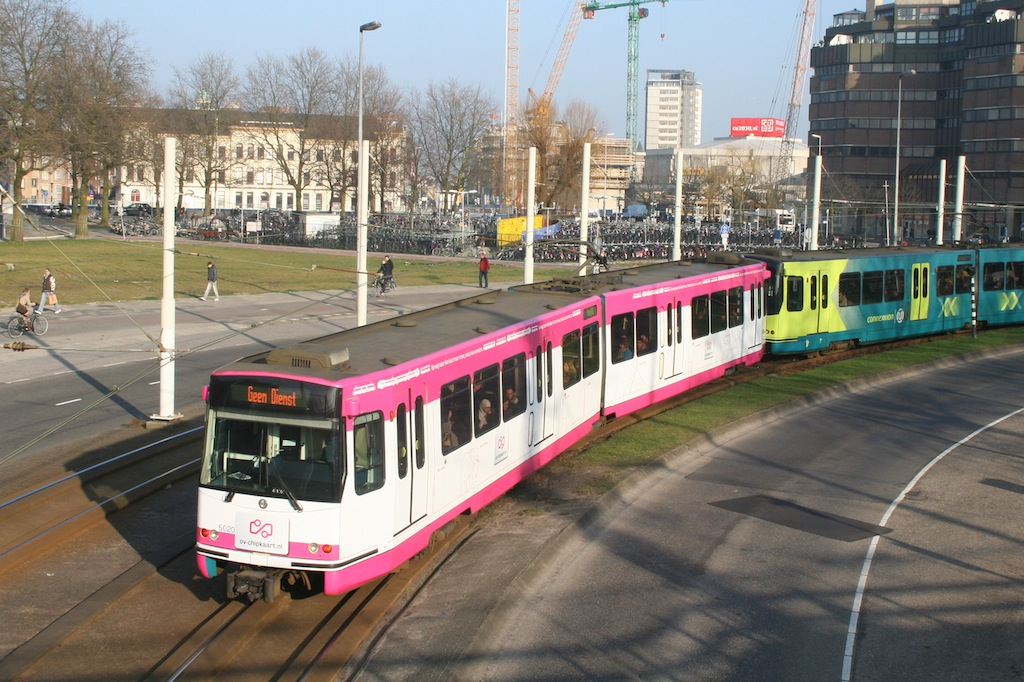
OV‑Chipkaart uitmonstering, Smakkelaarsveld te Utrecht (maart 2011).
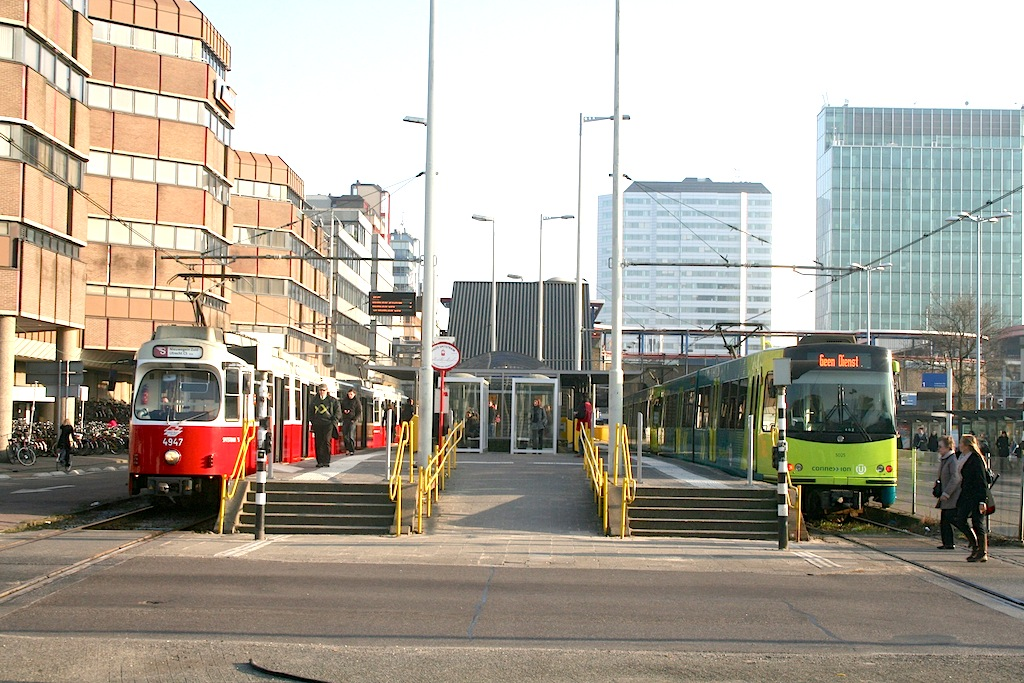
Weense en Zwitserse trams in Utrecht (maart 2011).
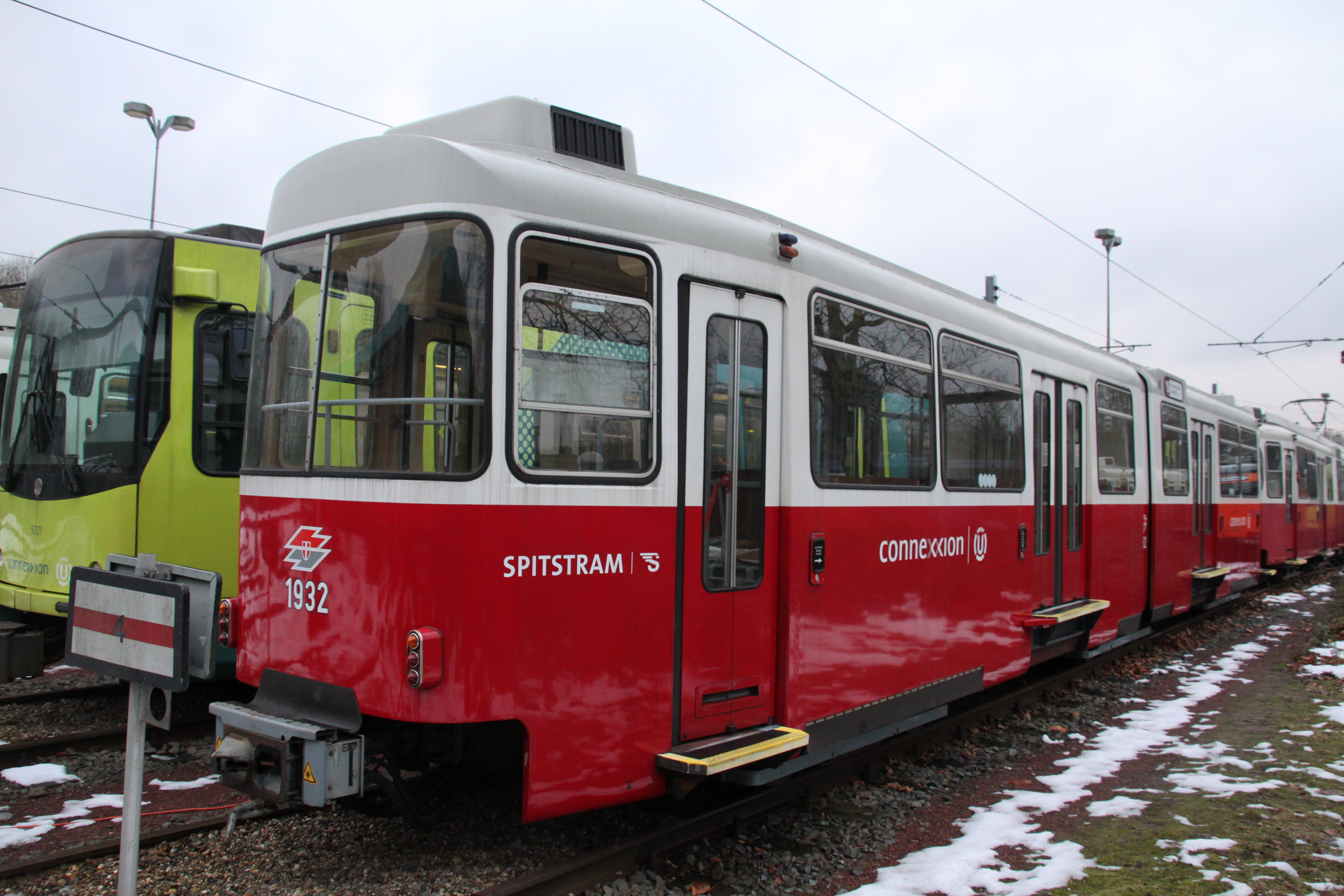
Weense c6‑bijwagen in de remise in Nieuwegein.
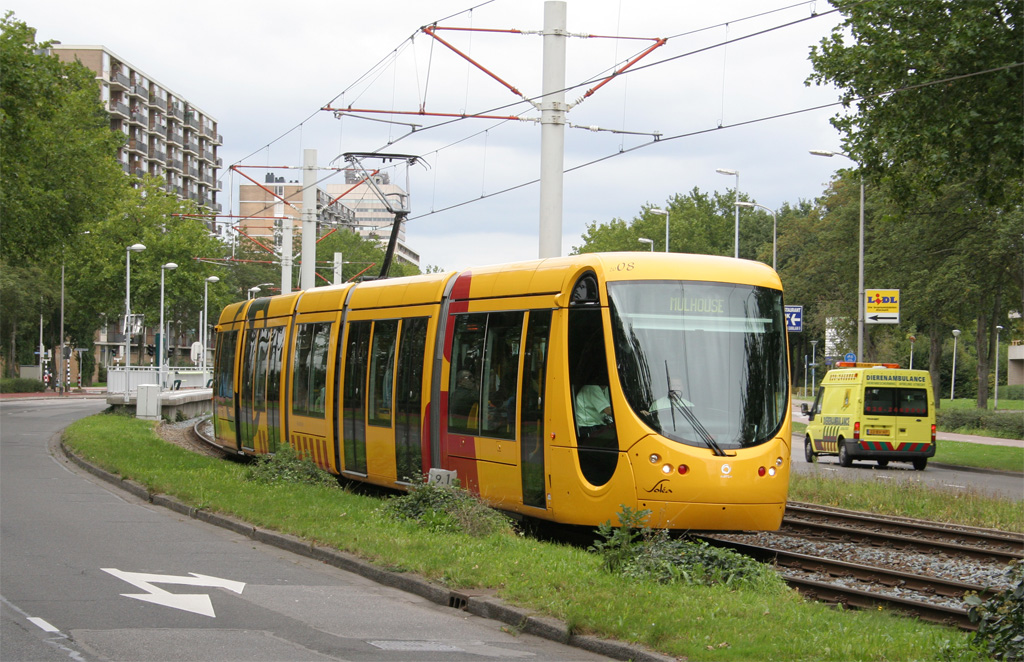
Proefrit lagevloertram type Citadis 302 uit Mulhouse (september 2007).
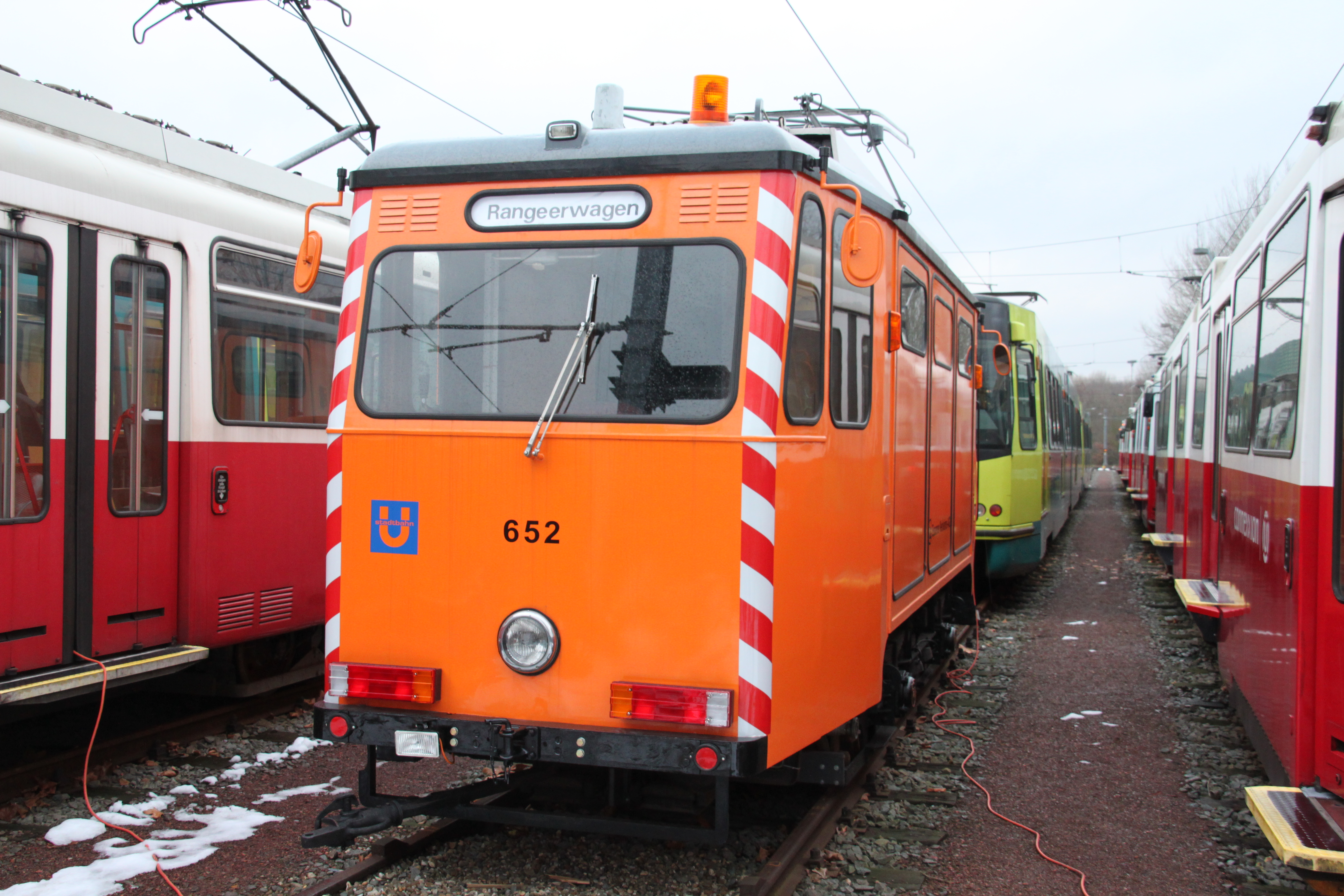
In 2009 uit Essen overgenomen railslijpwagen. In 2020 gaat deze naar Transportmuseum Lelystad.
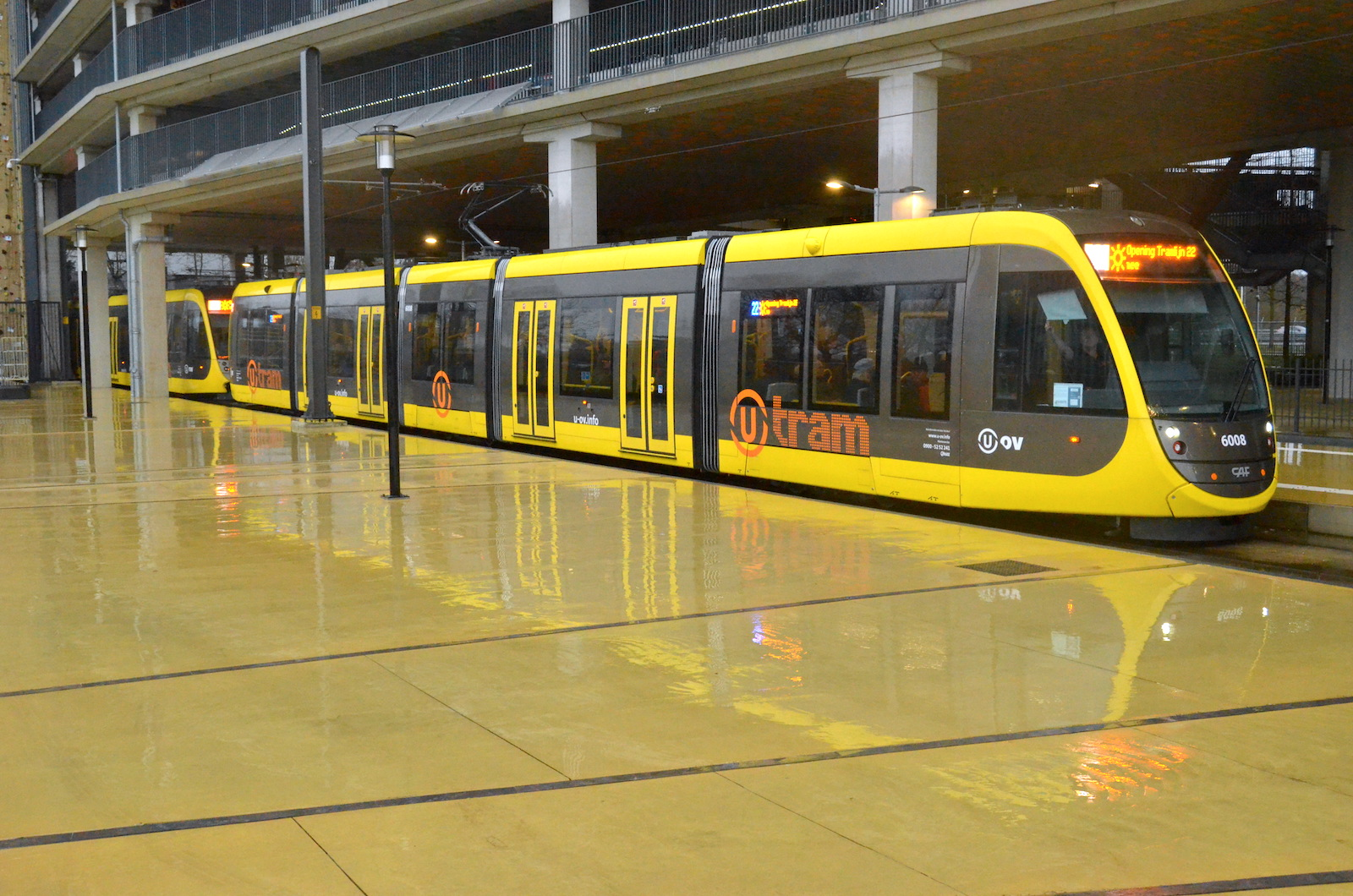
Tramstel 6008 van de Uithoflijn op de halte P+R Science Park, op de openingsdag; 14 december 2019.
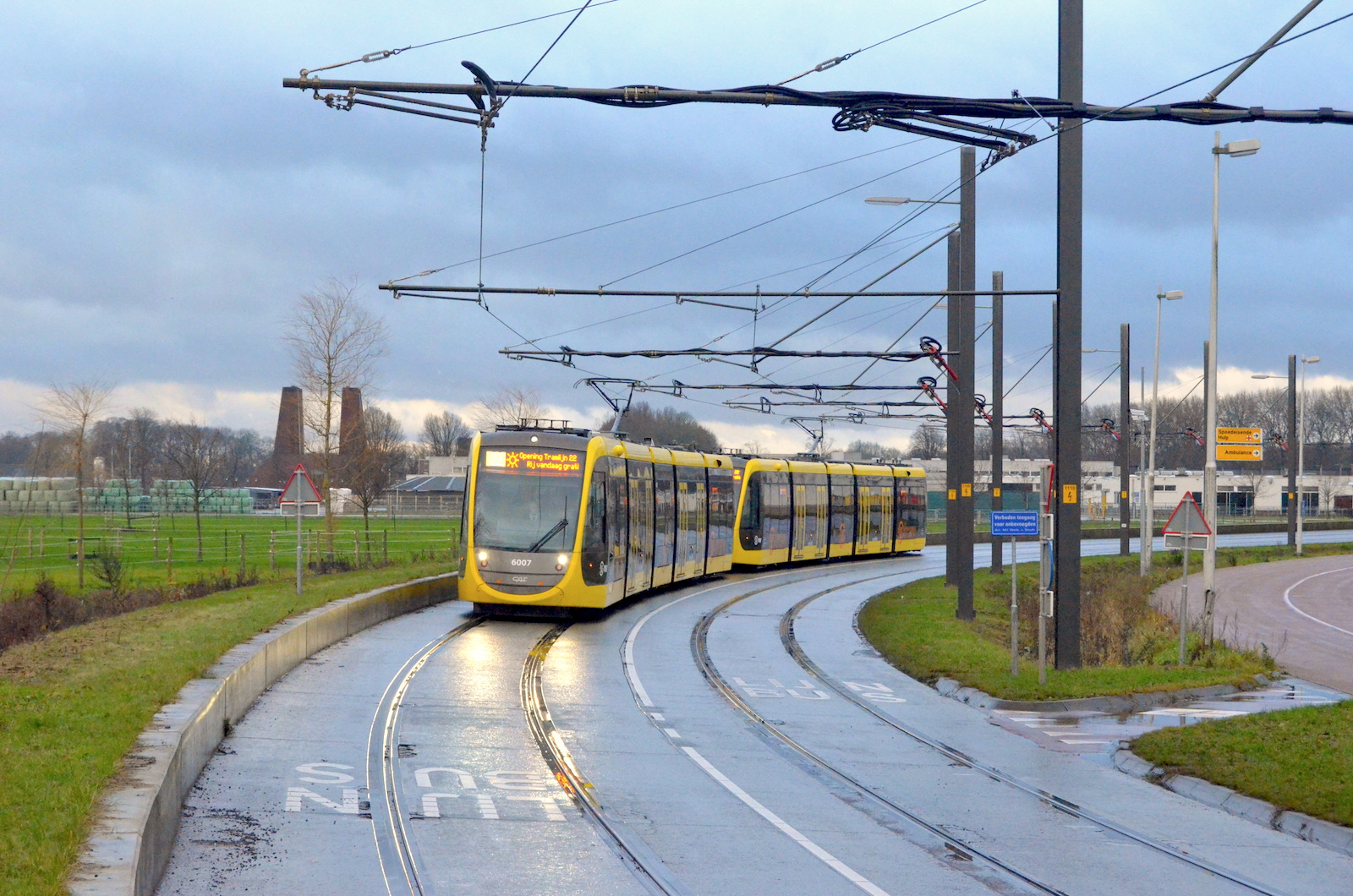
Tramstel 6007 van de Uithoflijn in de boog tussen de haltes UMC Utrecht en WKZ / Maxima, op de openingsdag; 14 december 2019.
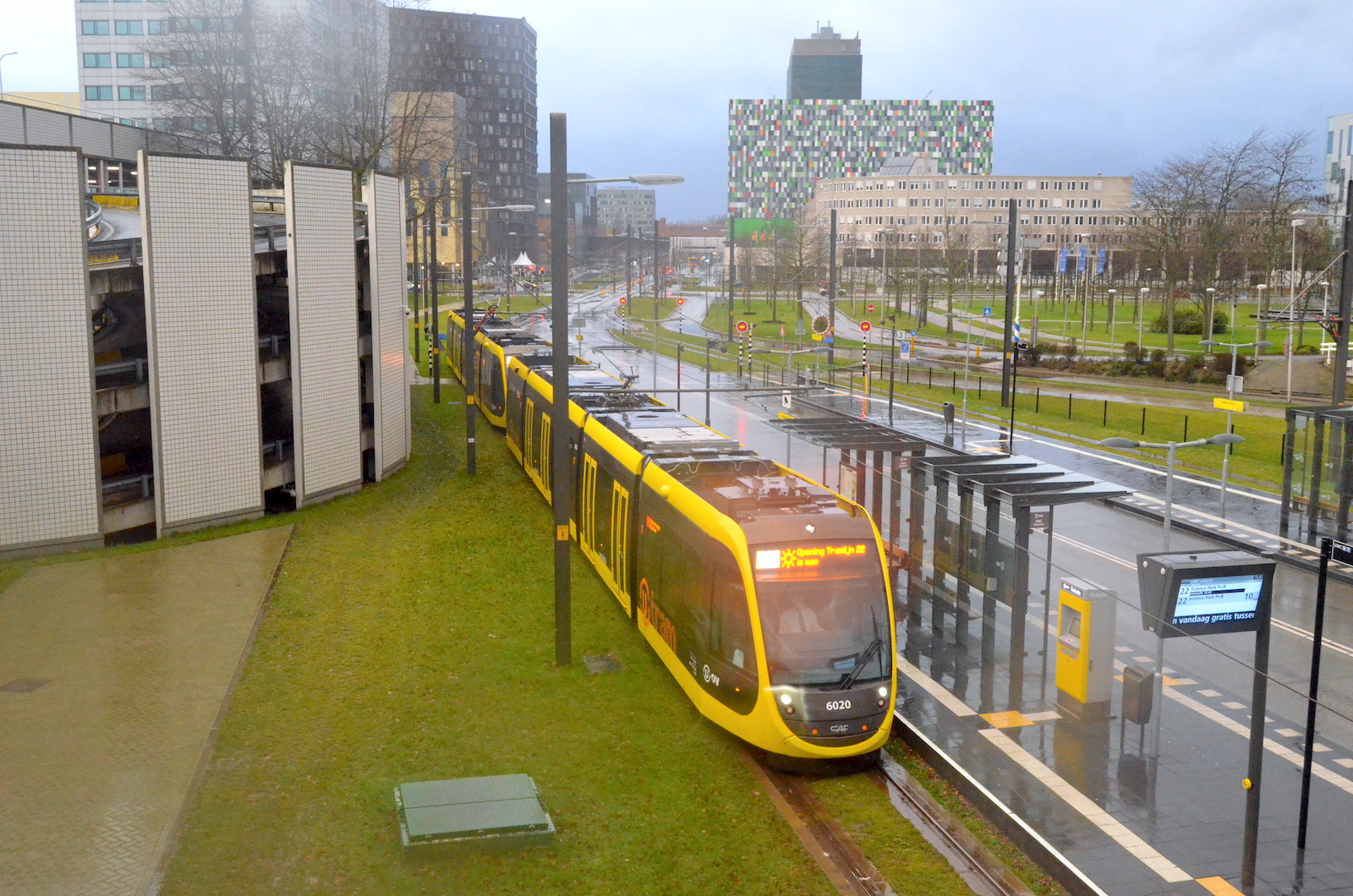
Tramstel 6020 van de Uithoflijn op de halte UMC Utrecht, op de openingsdag; 14 december 2019.
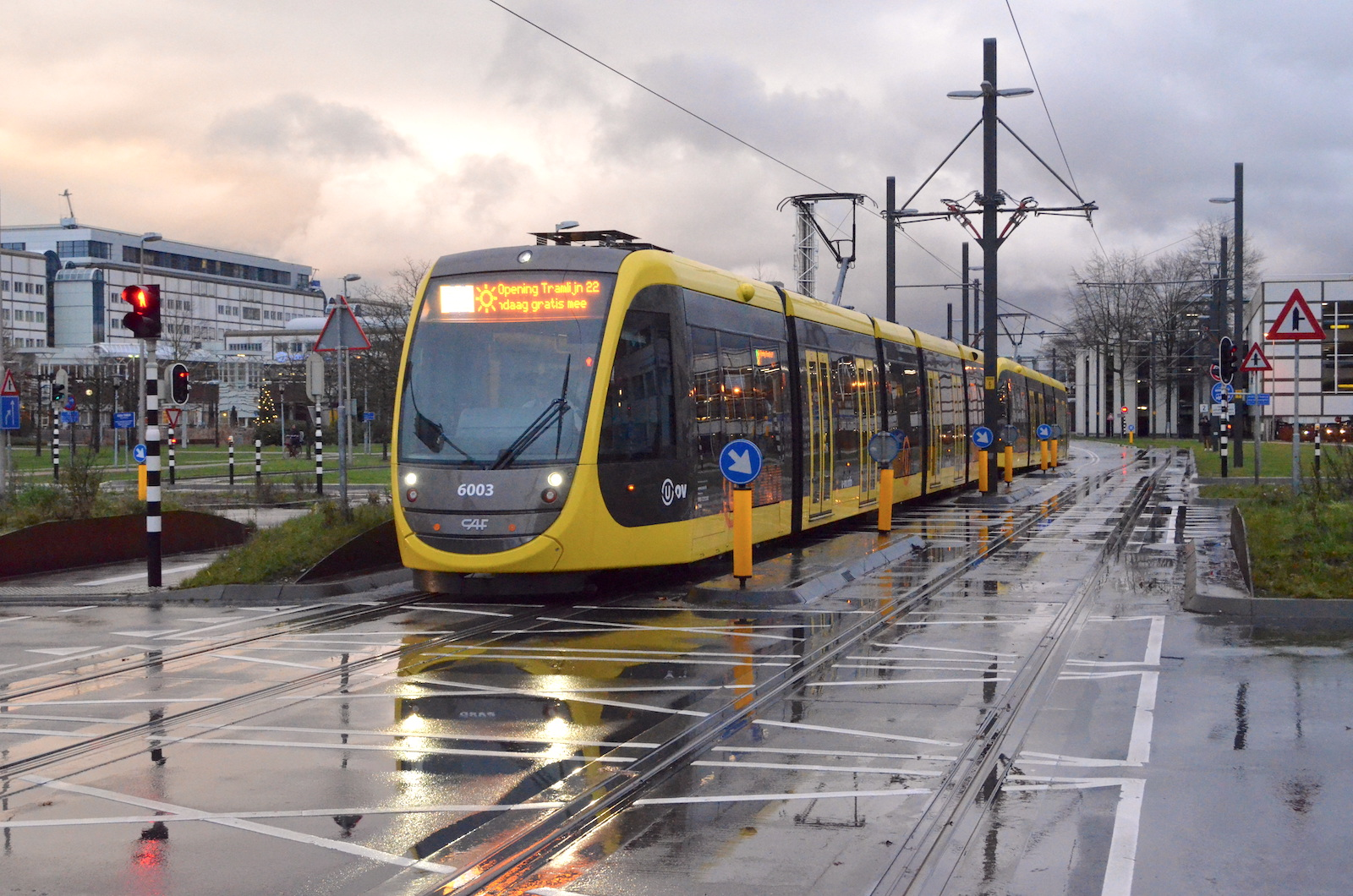
Tramstel 6003 van de Uithoflijn op de kruising met de Universiteitsweg, op de openingsdag; 14 december 2019.
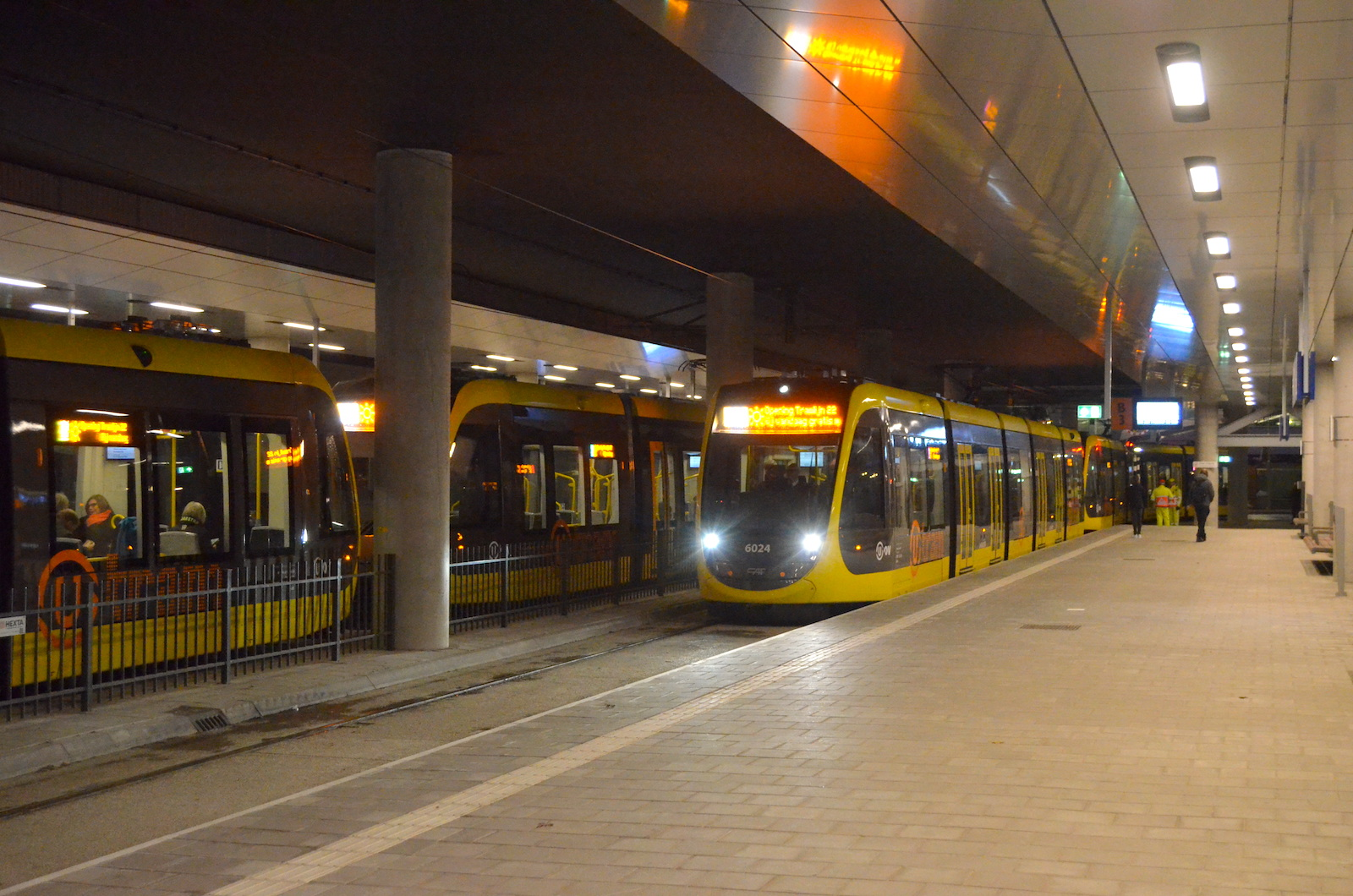
Tramstel 6024 van de Uithoflijn op de halte Utrecht CS Centrumzijde, op de openingsdag; 14 december 2019.
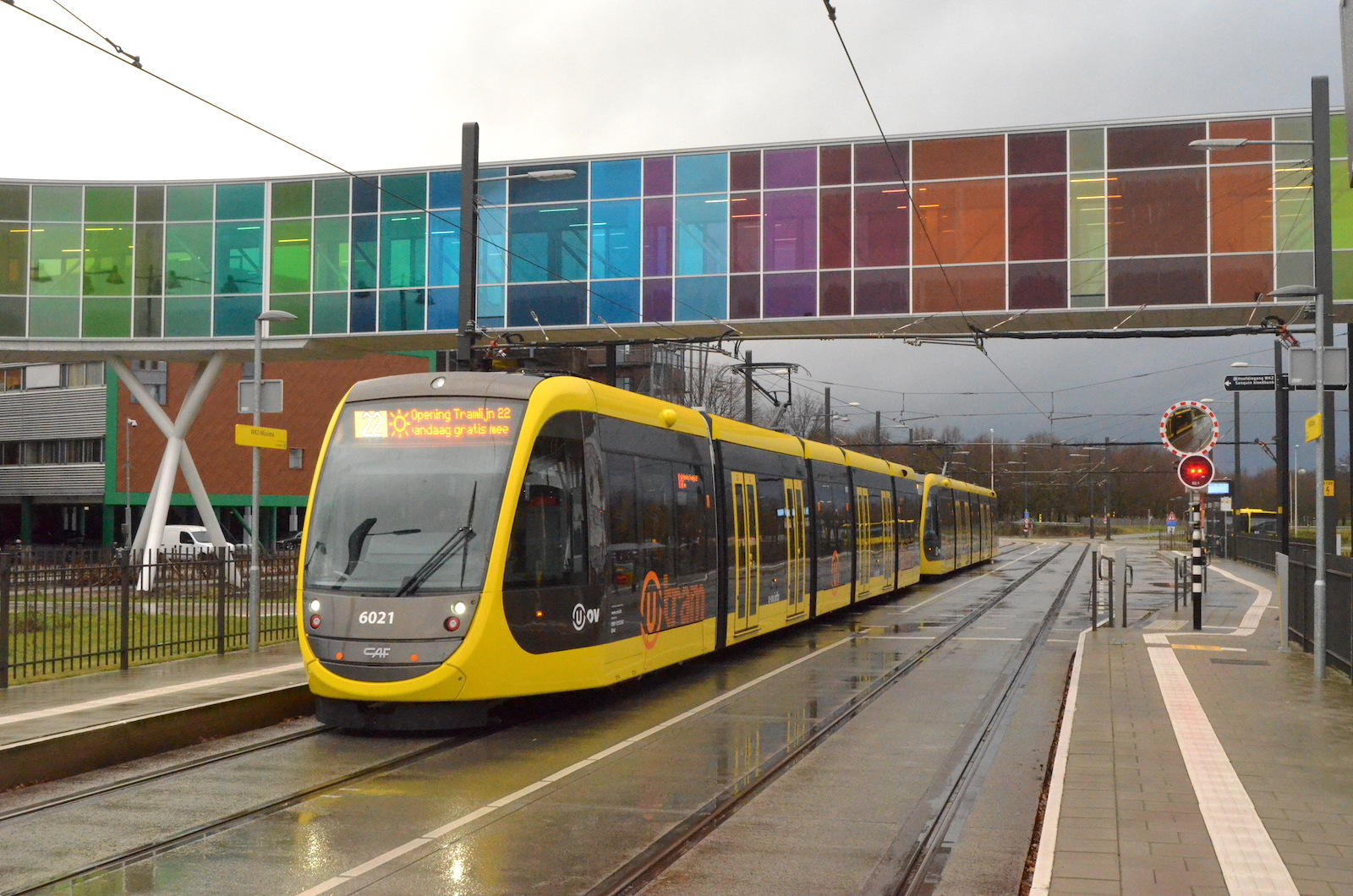
Tramstel 6021 van de Uithoflijn bij de halte WKZ / Maxima, op de openingsdag; 14 december 2019.
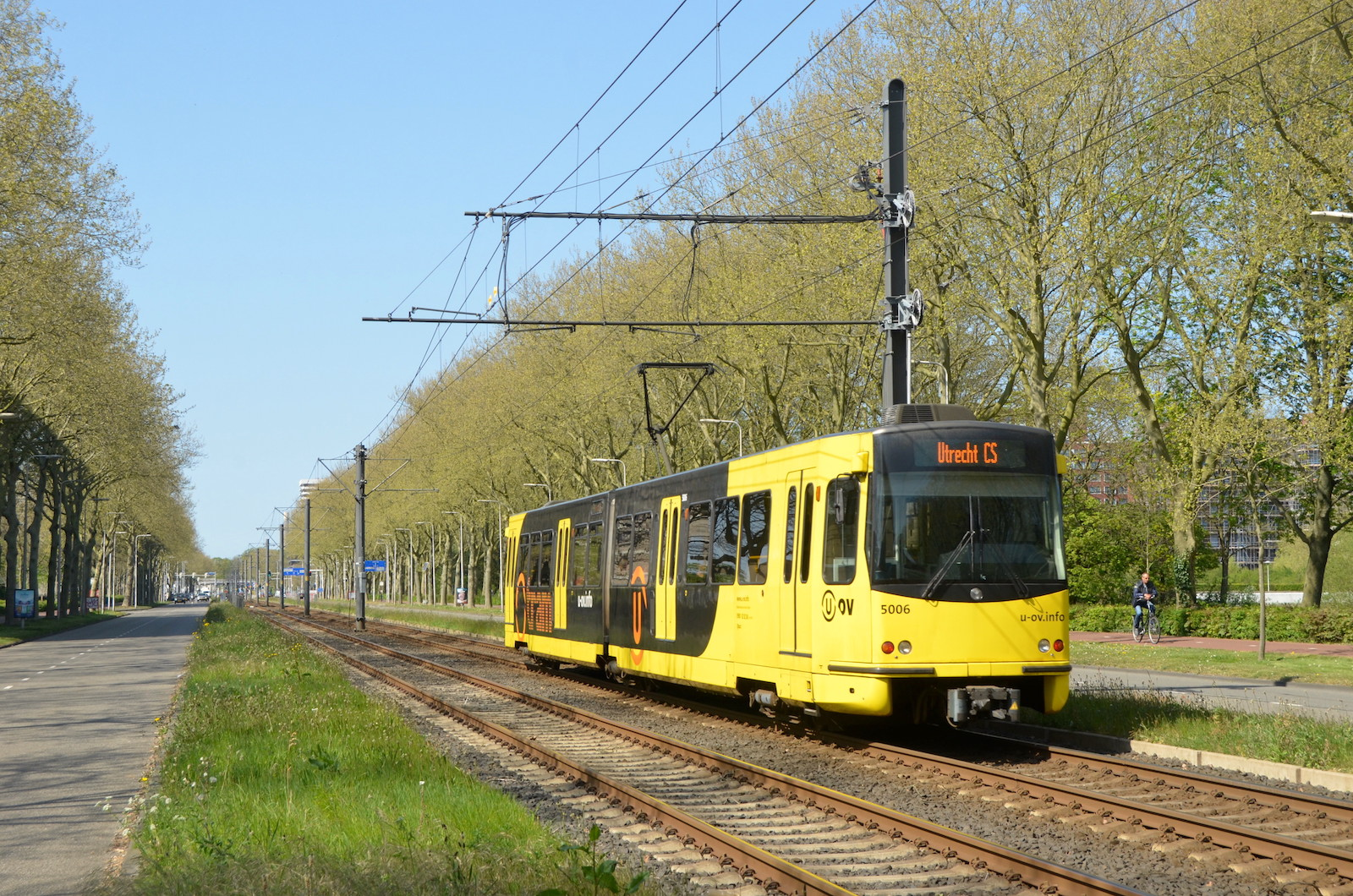
Sneltram Utrecht 5006 op de Beneluxlaan op Kanaleneiland; 17 april 2020.
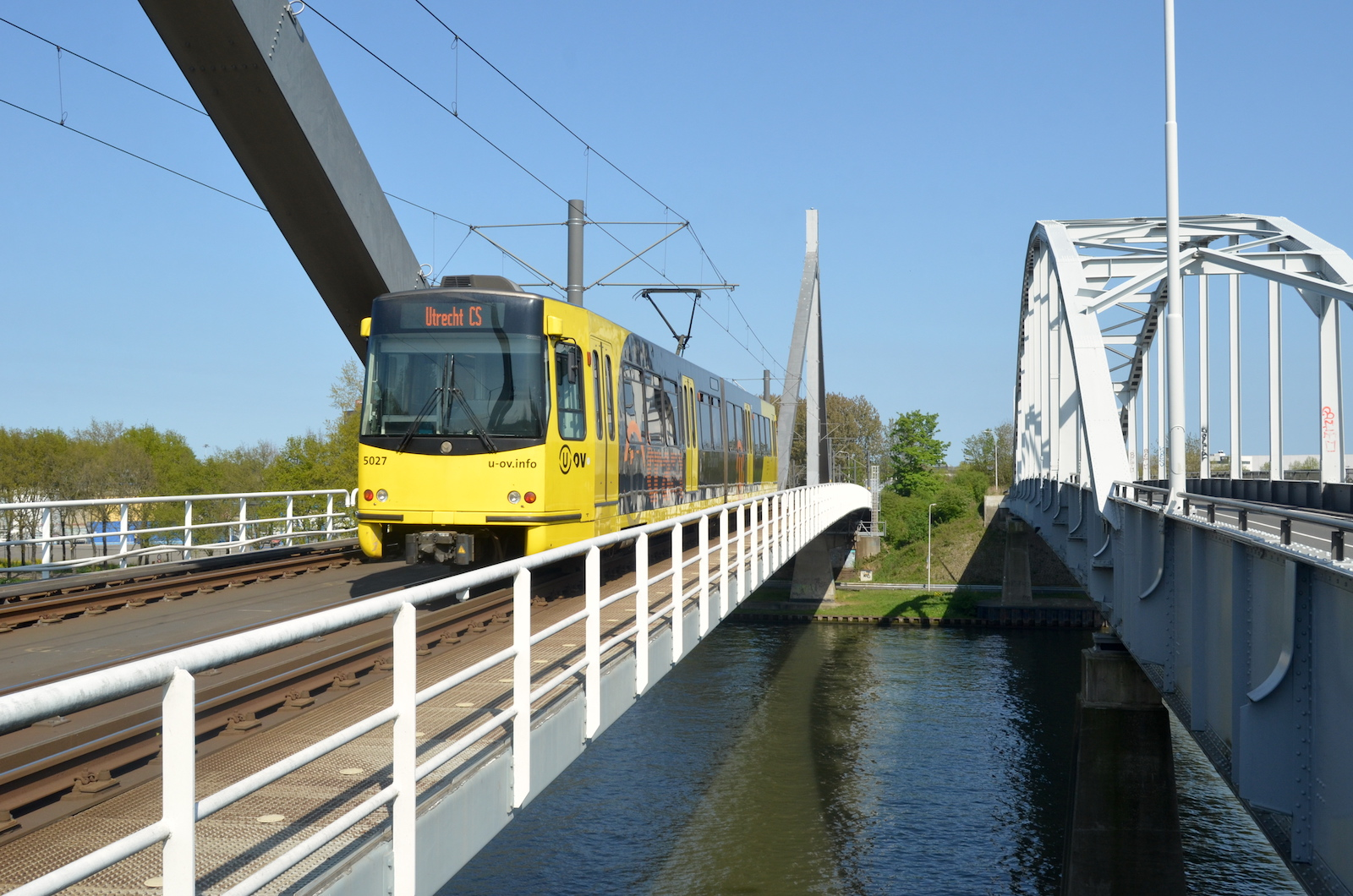
Sneltram Utrecht 5027 op de Jutphasespoorbrug; 17 april 2020.
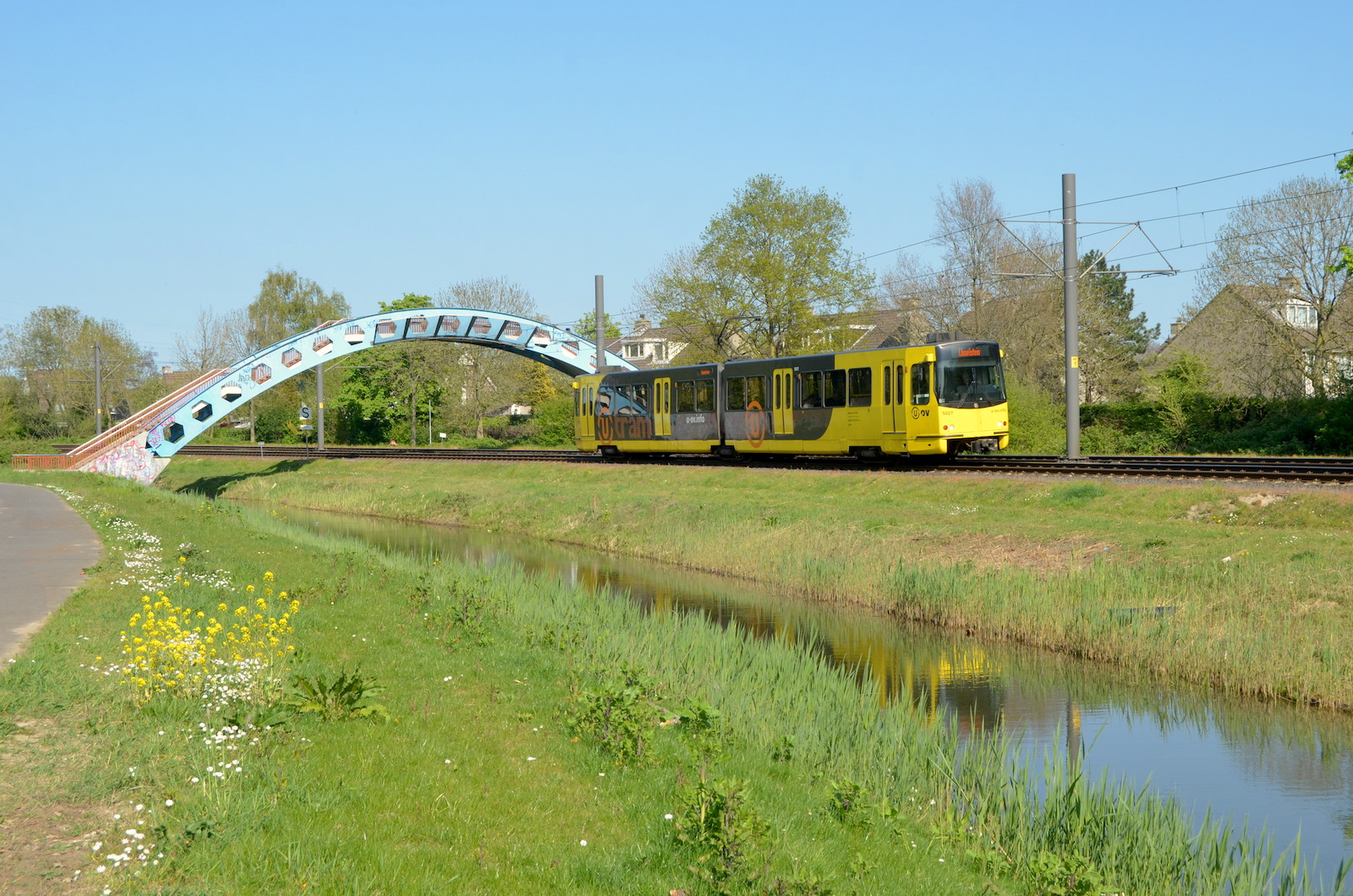
Sneltram Utrecht 5017 ter hoogte van Peppelhoeve; 17 april 2020.
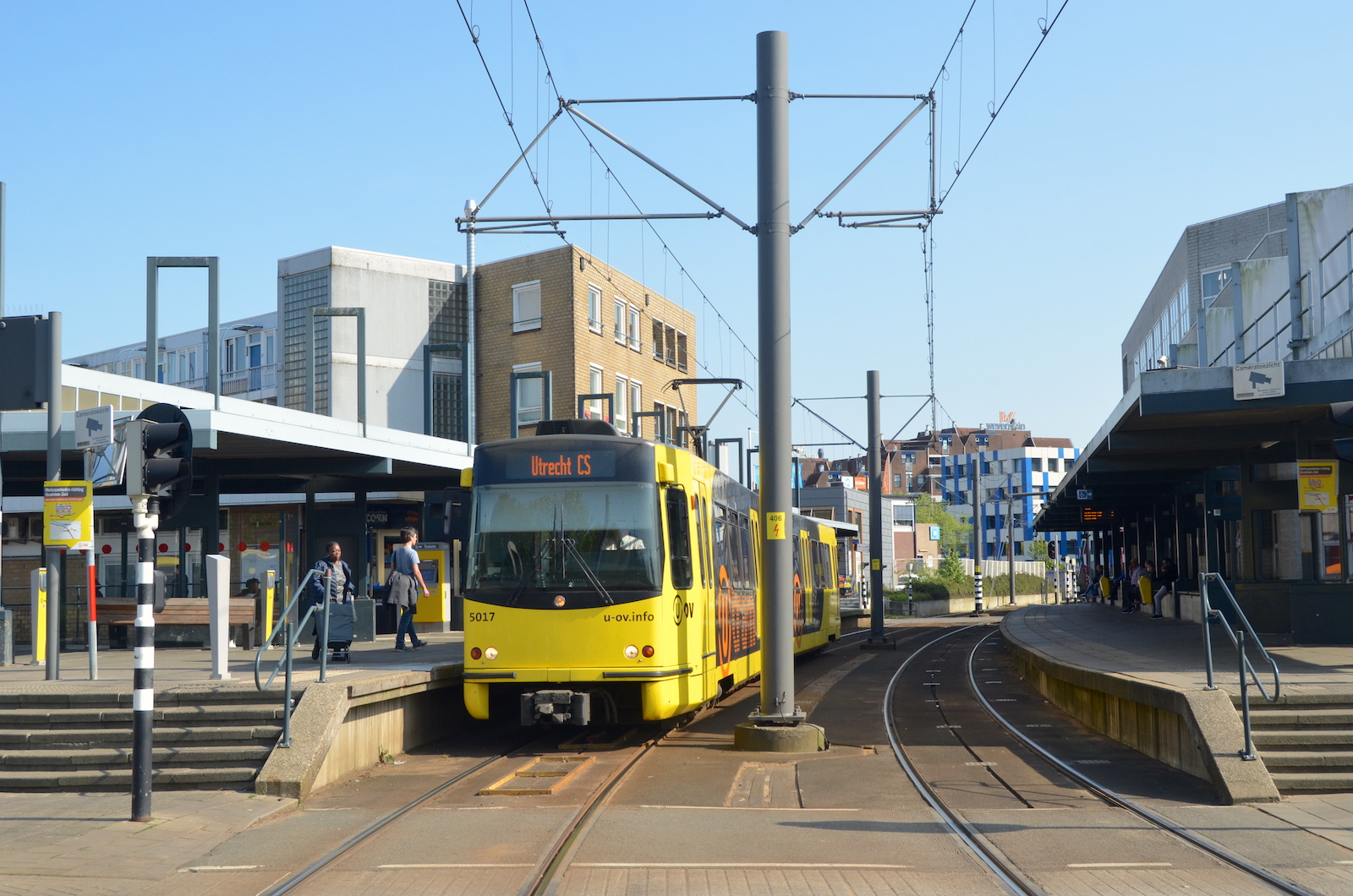
Sneltram Utrecht 5017 op de halte Stadscentrum in Nieuwegein; 17 april 2020.
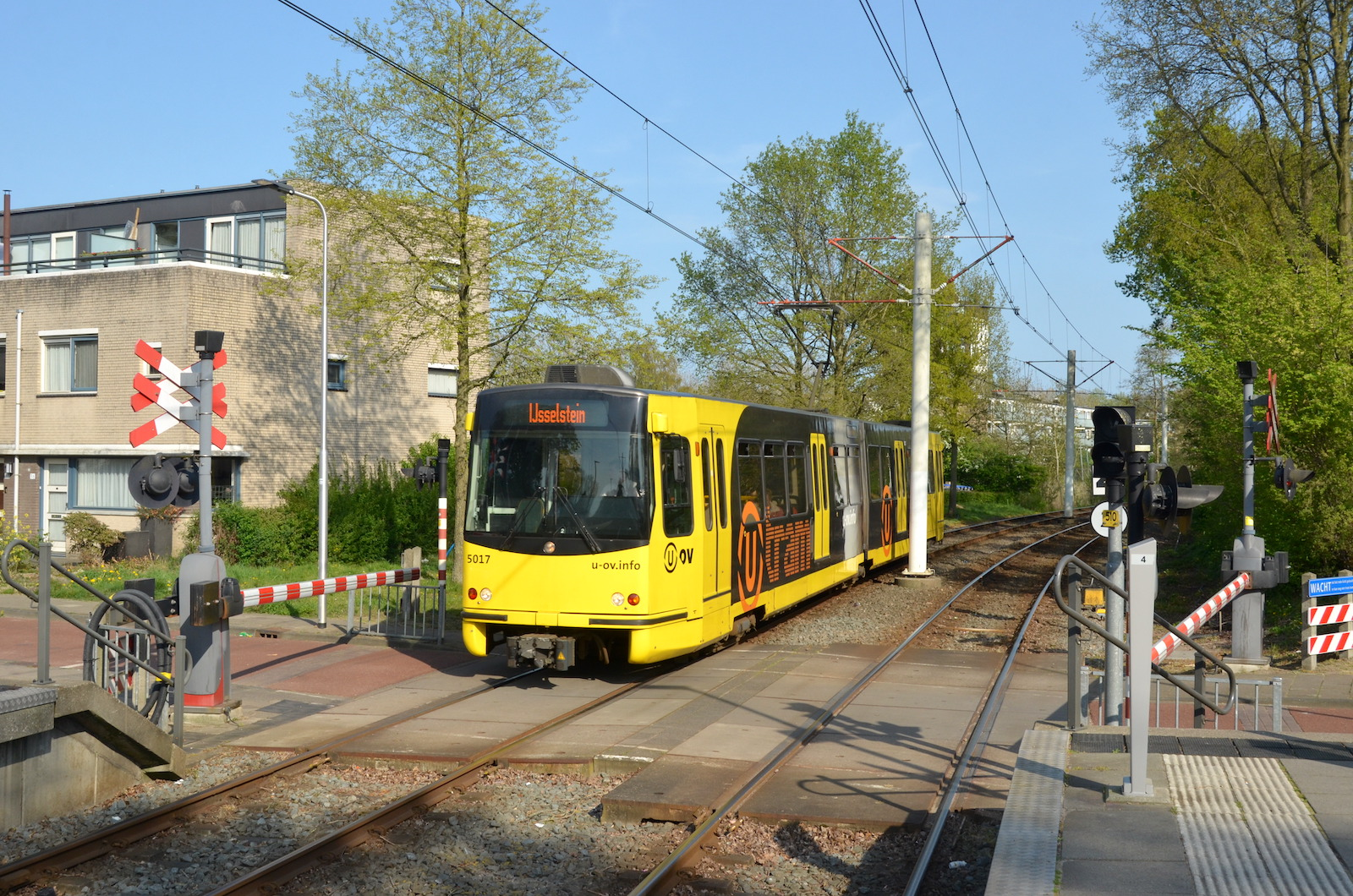
Sneltram Utrecht 5017 bij de halte Hooghe Waerd in IJsselstein; 17 april 2020.